# Grigorij Vasil'evič Aleksandrov
Grigorij Vasil'evič Aleksandrov (in russo Григорий Васильевич Александров?, pseudonimo di Grigorij Vasil′evič Marmonenko; Ekaterinburg, 23 gennaio 1903 – Mosca, 16 dicembre 1983) è stato un regista e sceneggiatore sovietico.
Ottimo attore, fu collaboratore per dieci anni di Sergej Michajlovič Ėjzenštejn nella direzione di film e nella scrittura di soggetti e sceneggiature, oltre che nel montaggio. In seguito diresse commedie musicali, in cui spesso  recitò la moglie, Ljubov' Orlova, che divenne così una delle principali attrici sovietiche del periodo. Proprio alla moglie è dedicata la sua ultima opera, un documentario biografico del 1983.

## Filmografia parziale
- La corazzata Potëmkin, 1925 , assistente di Sergej Ėjzenštejn
- Ottobre (Октябрь), 1928, co-diretto con Sergej Ėjzenštejn
- La linea generale (Старое и новое), 1929, co-diretto con Sergej Ėjzenštejn
- Romanzo sentimentale (Сентиментальный романс), 1930, documentario
- Que viva Mexico! (Да здравствует Мексика!), 1932, co-diretto con Sergej Ėjzenštejn
- Tutto il mondo ride (Веселые ребята), 1934
- Il circo (Цирк), 1936
- Volga - Volga (Волга-Волга), 1938
- Svetlyj put' (Светлый путь), 1940
- Primavera (Весна), 1947
- Incontro sull'Elba (Встреча на Эльбе), 1949
- Il grande addio (Великое прощание), 1953
- Il compositore Glinka (Композитор Глинка), 1953
- Russkij suvenir, 1960